# Alcis fusca
Alcis fusca är en fjärilsart som beskrevs av Barend J. Lempke 1952. Alcis fusca ingår i släktet Alcis och familjen mätare. Inga underarter finns listade i Catalogue of Life.